# آندیلاناتوبی
آندیلاناتوبی (به لاتین: Andilanatoby) یک منطقهٔ مسکونی در ماداگاسکار است که در آمباتوندرازاکا واقع شده‌است. آندیلاناتوبی ۲۲٬۰۰۰ نفر جمعیت دارد و ۸۰۲ متر بالاتر از سطح دریا واقع شده‌است.